# Біверхед (кратер)
44°15′ пн. ш. 114°00′ зх. д. / 44.25° пн. ш. 114° зх. д.
Біверхед — метеоритний кратер, який утворився приблизно 600 млн років тому (на початку неопротерозою). Вибух створив кратер близько 60 км у діаметрі, що є однією з найбільших астроблем.
Розташований у США, у центральній частині Айдахо й західній частині Монтани.
Структуру названо на честь округу на південному заході Монтани, де 1990 року вперше було виявлено докази удару. Окрім справжніх конусів розтріскування, знайдених по периметру, є мало видимих ознак цієї структури.